# Schloss Neugebäude

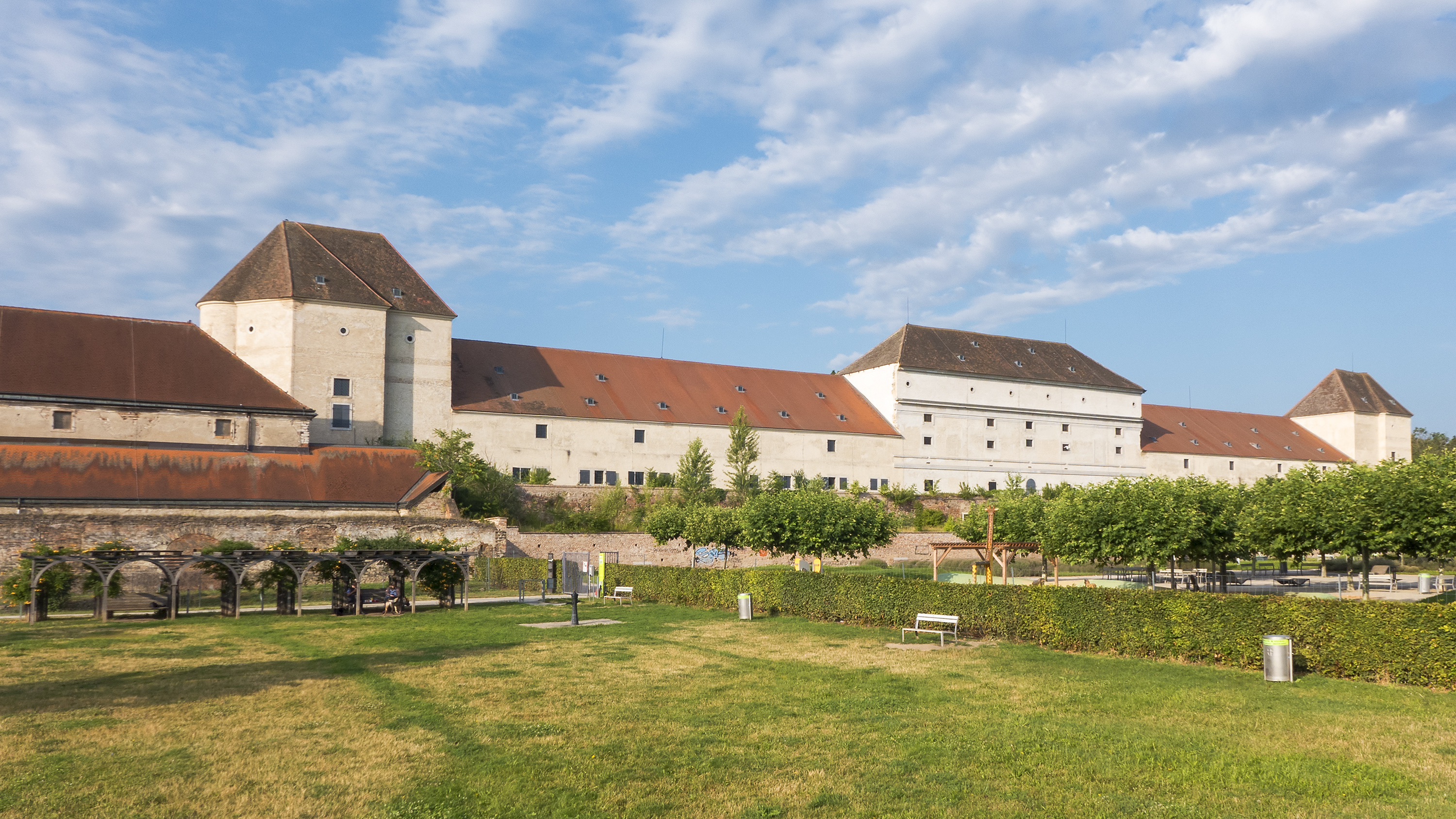
Schloss Neugebäude von Norden aus gesehen

Schloss Neugebäude vor 1680, Handzeichnung von Wolfgang Wilhelm Prämer

Schloss Neugebäude ist ein von Kaiser Maximilian II. in Auftrag gegebenes manieristisches Schloss im 11. Wiener Gemeindebezirk Simmering. Der Legende nach wurde es an jener Stelle errichtet, an der während der Ersten Wiener Türkenbelagerung von 1529 die Zeltburg Sultan Süleymans stand.
Ab dem 17. Jahrhundert wurden Teile der Anlage abgebaut oder verlegt; das ab 1744 als Munitionsdepot genutzte Schloss und die Gärten verkamen.
Nach 1945 wurde es verschiedentlich als Lager und Fabrikhalle genutzt, in den 1970er Jahren unter Denkmalschutz gestellt und erst ab 2000 teilsaniert. Das Hauptgebäude wird mittlerweile für verschiedene Veranstaltungen verwendet.
Trotz des teilweise noch desolaten Zustandes zählt Schloss Neugebäude zu den größten und bedeutendsten Residenzen des Manierismus in und nördlich von Österreich.

## Geschichte

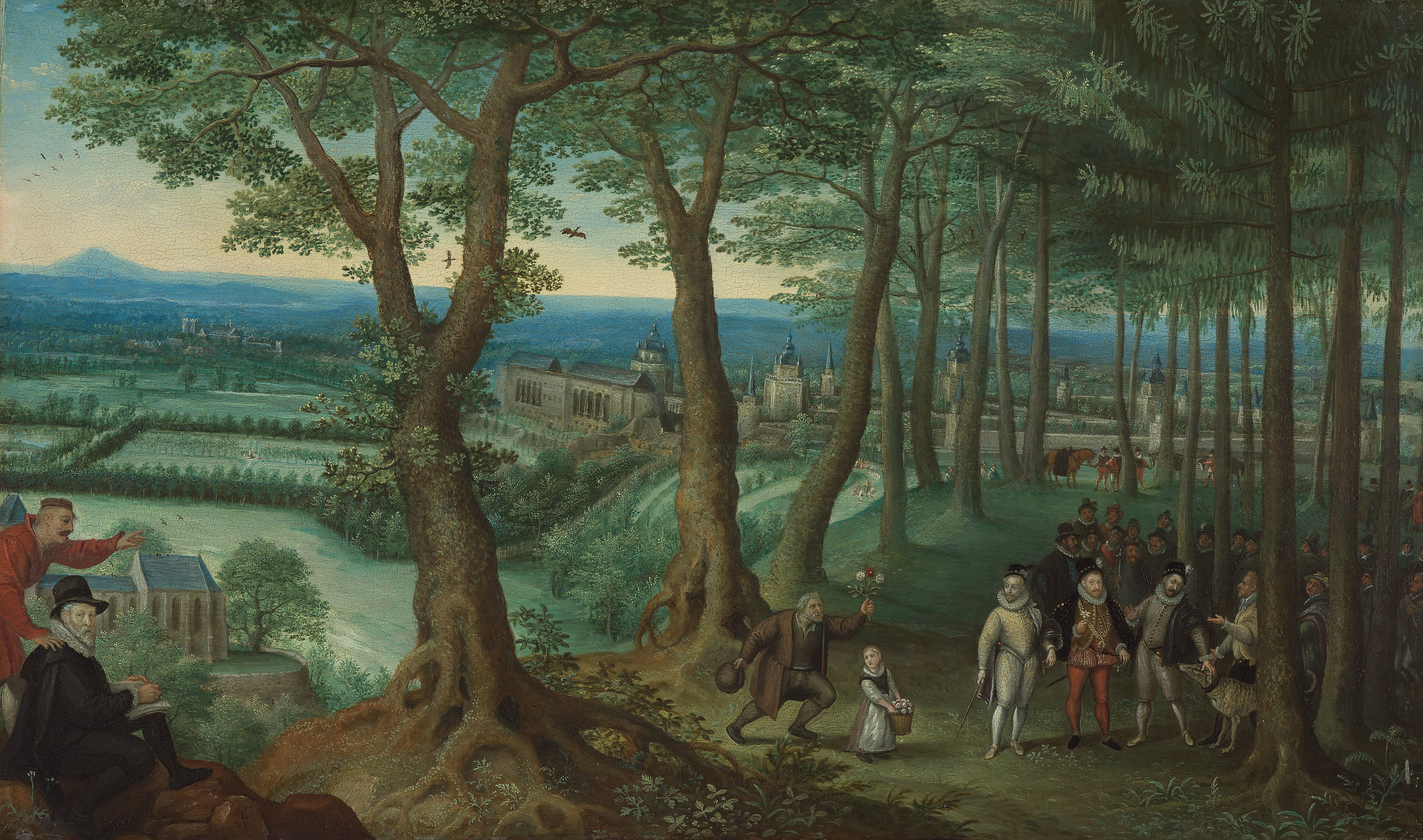
Kaiserlicher Waldspaziergang mit Schloss Neugebäude im Hintergrund (Lucas van Valckenborch, 1590/92)

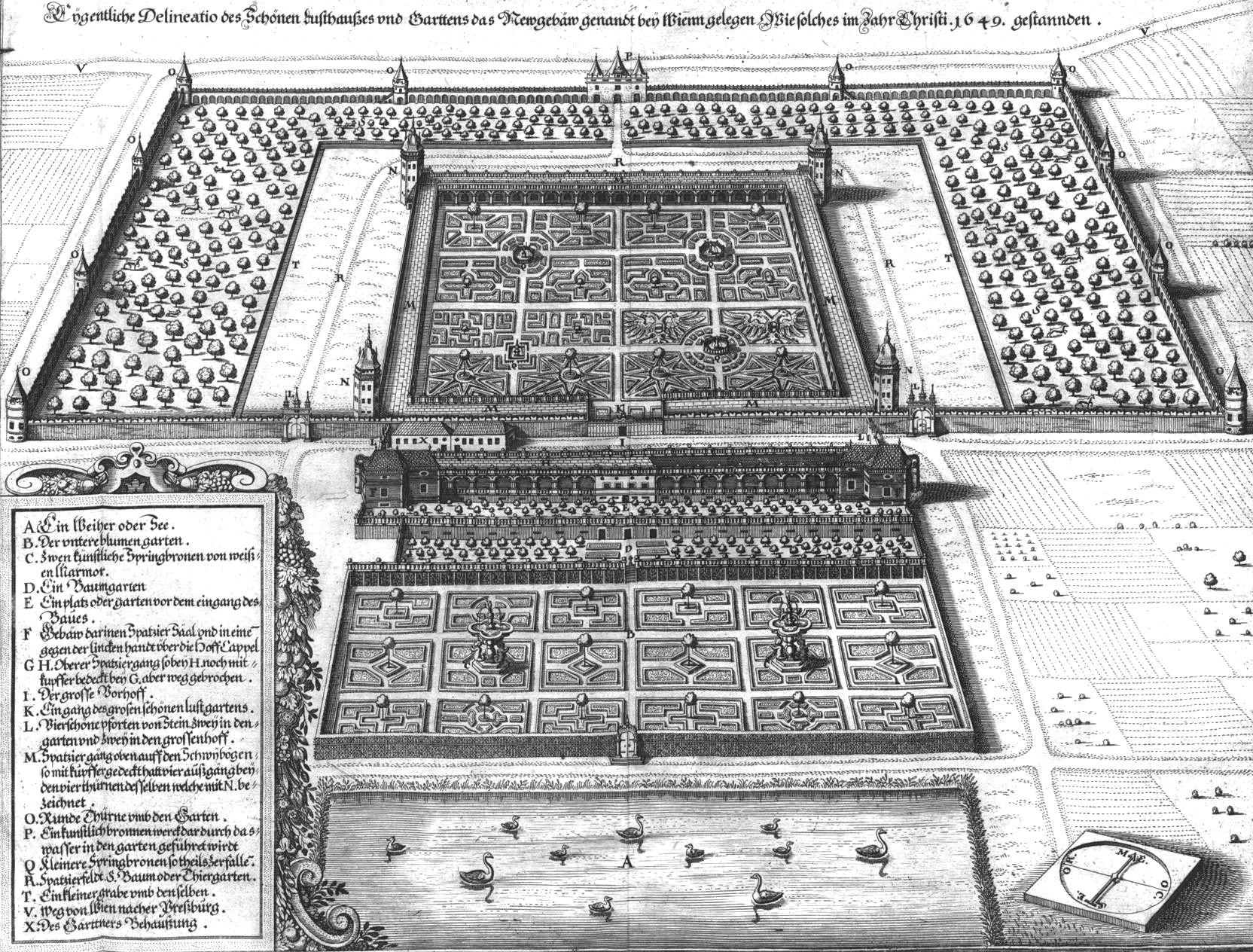
Ansicht von Schloss Neugebäude mit seinen Gartenanlagen von Norden nach Süden (Matthäus Merian der Ältere, 1649)

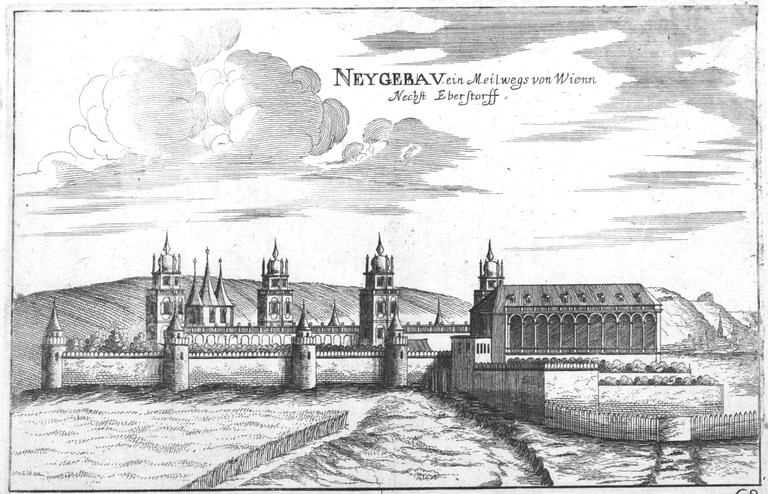
Fehlerhafte Ansicht vom Neugebäude um 1672 von Westen aus betrachtet (Stich nach Georg Matthäus Vischer)

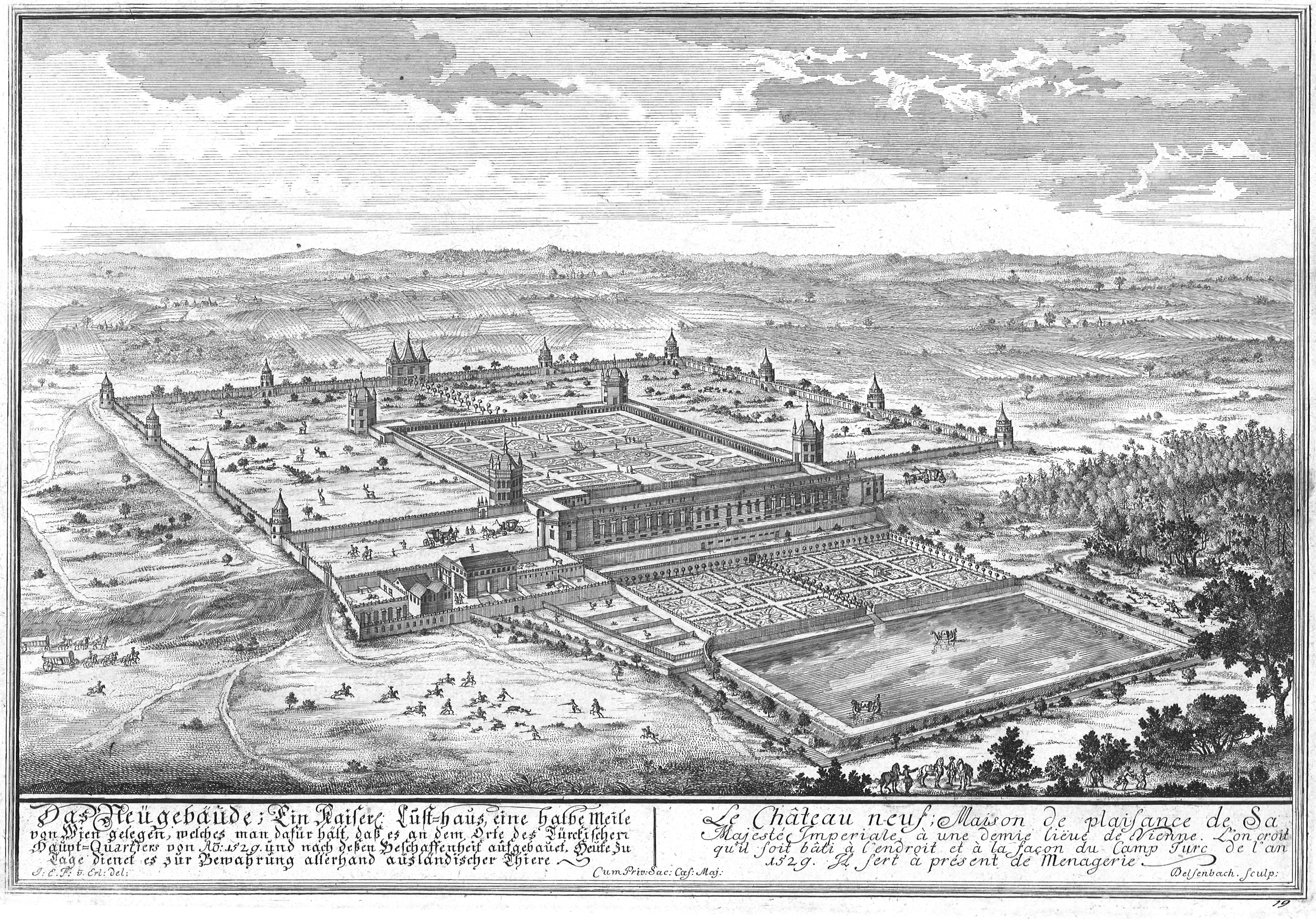
Kupferstich von Johann Adam Delsenbach, 1715, nach einer Zeichnung von Joseph Emanuel Fischer von Erlach

Das Projekt der Schlossanlage war ein Lieblingsprojekt von Kaiser Maximilian II. Das Schloss und seine Gärten wurden als Gesamtkunstwerk konzipiert. Der Bauplatz wurde bewusst zur Vergrößerung des Ruhmes des Kaisers gewählt, der mit dieser repräsentativen Anlage seinen Machtanspruch kundtat.
Die kaiserlichen Residenzen in der Umgebung waren das Schloss Kaiserebersdorf, welches ein ordentliches Wohnschloss war, das Grüne Lusthaus im Prater sowie das Schloss Neugebäude, welches wahrscheinlich eher als reines Lustschloss und Belvedere, also Aussichtspunkt, nach der Jagd und für Feste gedacht war.
Im Gegensatz zum „alten“ Schloss Kaiserebersdorf ist auch der Name „Neugebäude“ zu verstehen, der urkundlich erstmals im Oktober 1573 als das „neue Gepews“ auftaucht.
Am 1. November 1566 schrieb Maximilian II. in sein Tagebuch … man sich umb Personen bewerb, die bauverständig seien … Es war sein großer Wunsch, ein Lustschloss in Simmering bei Wien, das Fasangartengebäude, das Neugebäude zu errichten. Als einer der vielen Architekten wird Jacopo Strada, Baumeister des Kaisers, vermutet. 1569 wurde mit dem Bau des Schlosses begonnen bei Pietro Ferrabosco. Im neuen Steinbruch am Leithaberg fanden erste Steinmetzarbeiten statt, die Meister Bartholomäus Pethan und Antonius Pozzo arbeiteten an den monumentalen Säulen für die westliche Galerie. 1572 ist Hans Bürger als Baumeister dokumentiert. Die Hofkammer forderte am 17. April 1576 von der Herrschaft Trautmannsdorf, eine Brücke über die Leitha auszubessern, damit die Fuhrleute mit ihren für das Neugebäude bestimmten Steinfuhren nicht behindert würden. Am 13. Juni 1576 erging an die Gemeinden Sommerein, Sarasdorf und Wilfleinsdorf die Verordnung, mit ihren Fuhrwerken große Steinblöcke aus dem Steinbruch des Leithagebirges zum neuen Fasangartengebäu zu transportieren. Sollten deren Wagen zu schwach sein, so würde verfügt werden, dass die Herrschaften die Wagen und die Gemeinden Pferde und Ochsen stellten. Es musste eine weitere Verordnung am 5. Oktober 1576 erfolgen, sie sollten die steinernen Säulen, die man für den kaiserlichen Bau gehauen habe, alsbald gegen gebührliche Bezahlung anliefern, damit Ihrer Majestät Arbeiter nicht feiern müssten. Am 12. Oktober kam die eindringliche Forderung, es sey doch der ganze handl nit mer denn das sy sieben oder acht steinerne seylen (Säulenpaare) herauf zum gepew furen und dagegen in gullt sollen einnehmen. Obwohl die Namen mehrerer Künstler, Steinmetze und anderer beteiligten Personen urkundlich bekannt sind, ist nichts über den ursprünglichen Architekten bekannt. Dies lässt vermuten, dass der Entwurf von niemand anderem als dem Kaiser höchstpersönlich kam.
Der Kammer war zu diesem Zeitpunkt noch nicht bekannt, dass der Kaiser am selben Tag in Regensburg gestorben war. Die Anlage war zwar keineswegs vollendet, aber die Arbeiten waren weiter fortgeschritten, als man angenommen hatte. Kaiser Rudolf II. ließ aus Pietät dem Vater gegenüber den Bau weiterführen, tatsächlich hatte er aber nur geringes Interesse daran. 1579 wurden die Säulen der östlichen Galerie aus dem kaiserlichen Steinbruch geliefert.
Ladislaus von Zierotin, ein mährischer Adeliger, beschrieb im Juli 1590 das schöne Gebäude, den langen Innenhof, der mit hohen Säulen aus weißem Marmor (Kaiserstein) geschmückt sei, über Brunnenschalen aus englischem Alabaster und mit Kupfer gedeckte Türme verfüge sowie von Malereien und Statuen geziert werde. Um 1600 setzten bereits Verfallserscheinungen ein, von den Galerien fiel der Putz ab.

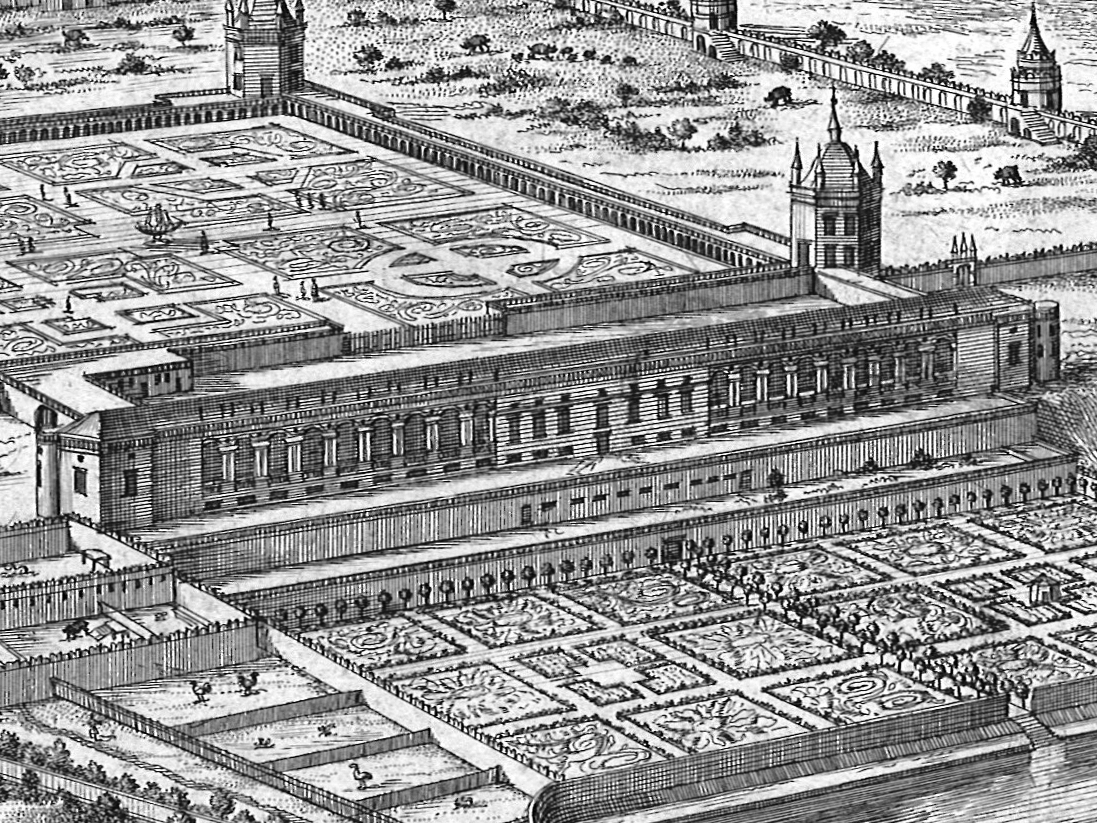
Ausschnitt aus dem Stich von Delsenbach mit Blick auf Schloss von Nordosten

Am 22. Mai 1665 wurde altes Kupfer für die Wiener Hofburg abtransportiert, … zum neuen Burgbau das Kupfer vom einfallenden Turm auf dem Neygebauen engefolget. 1683 überstand das Schloss die Türken ohne Zerstörung. Der Kuruzeneinfall am 11. Juni 1704 unter Fürst Franz II. Rákóczy verursachte große Schäden. Auf ihrem Rückweg wurde das Neugebäude in Brand gesteckt. Es beherbergte damals die kaiserliche Menagerie, die meisten der seltenen Tiere wurden getötet.
Teile der ursprünglichen Anlage finden sich heute in Schönbrunn. Maria Theresia ließ wertvolle Elemente vor allem für den Bau der Gloriette dorthin transferieren. Es wird vermutet, dass vor allem die großen Säulen und die Bukranien wiederverwendet wurden, sowie zwei Brunnen von Alexander Colin.

### Militärische Nutzung
Seit 1744 wurde im Schloss Neugebäude Pulver gelagert, welches man zuvor auf den Basteien der Stadt aufbewahrt hatte. Ab 1779 wurden auch die Türme der äußeren Mauer als Depot genutzt.
1780 baute man das Schloss im Erdgeschoß um und richtete hier eine Pulver- und Salpetererzeugung ein.
Während der Revolution von 1848 musste das ehemalige Schloss besonders geschützt werden, da hier die gesamten Munitionsvorräte der Armee im Raum Wien lagerten. Der Garten war Stellplatz für Munitionswagen und Geschütze.
Ab 1869 wurde wegen des in der Nähe geplanten Zentralfriedhofs immer wieder ein Ende der Pulvererzeugung und Munitionslagerung diskutiert. Trotzdem wurde Schloss Neugebäude bis 1918 militärisch genutzt.

### 20. Jahrhundert
1922 kam die Anlage in den Besitz der Gemeinde Wien. Im südlichen Garten wurde die Feuerhalle Simmering nach Plänen von Clemens Holzmeister errichtet und ein Urnenhain angelegt.
Eine Zeitlang wurde die Anlage von verschiedenen Industrieunternehmen verwendet, darunter die Saurer-Werke. Während des Zweiten Weltkrieges stellten die Saurer-Werke Fahrzeuge für Kriegszwecke her. Dafür wurden Zwangsarbeiter aus Konzentrationslagern, darunter das KZ Mauthausen, eingesetzt. Die Werke wurden als kriegswichtige Fabrik von den Alliierten bombardiert und schwer beschädigt, das Schloss blieb jedoch relativ unbehelligt. 1945 wurden die überlebenden Zwangsarbeiter von der sowjetischen Roten Armee befreit.
Im „Denkmalschutzjahr“ 1975 wurde der Wunsch laut, das Neugebäude zu revitalisieren. Helmut Zilk gab damals den Anstoß, den einstigen Prachtbau nach alten Ansichten wieder instand zu setzen. Zwei Symposien zur Frage einer eventuellen Nutzung und adäquaten Denkmalpflege fanden statt. 1989 erfolgte eine Enquete über die Nutzungsmöglichkeiten von Schloss Neugebäude, diese jedoch blieben ohne weitere Folgen.

### Heute

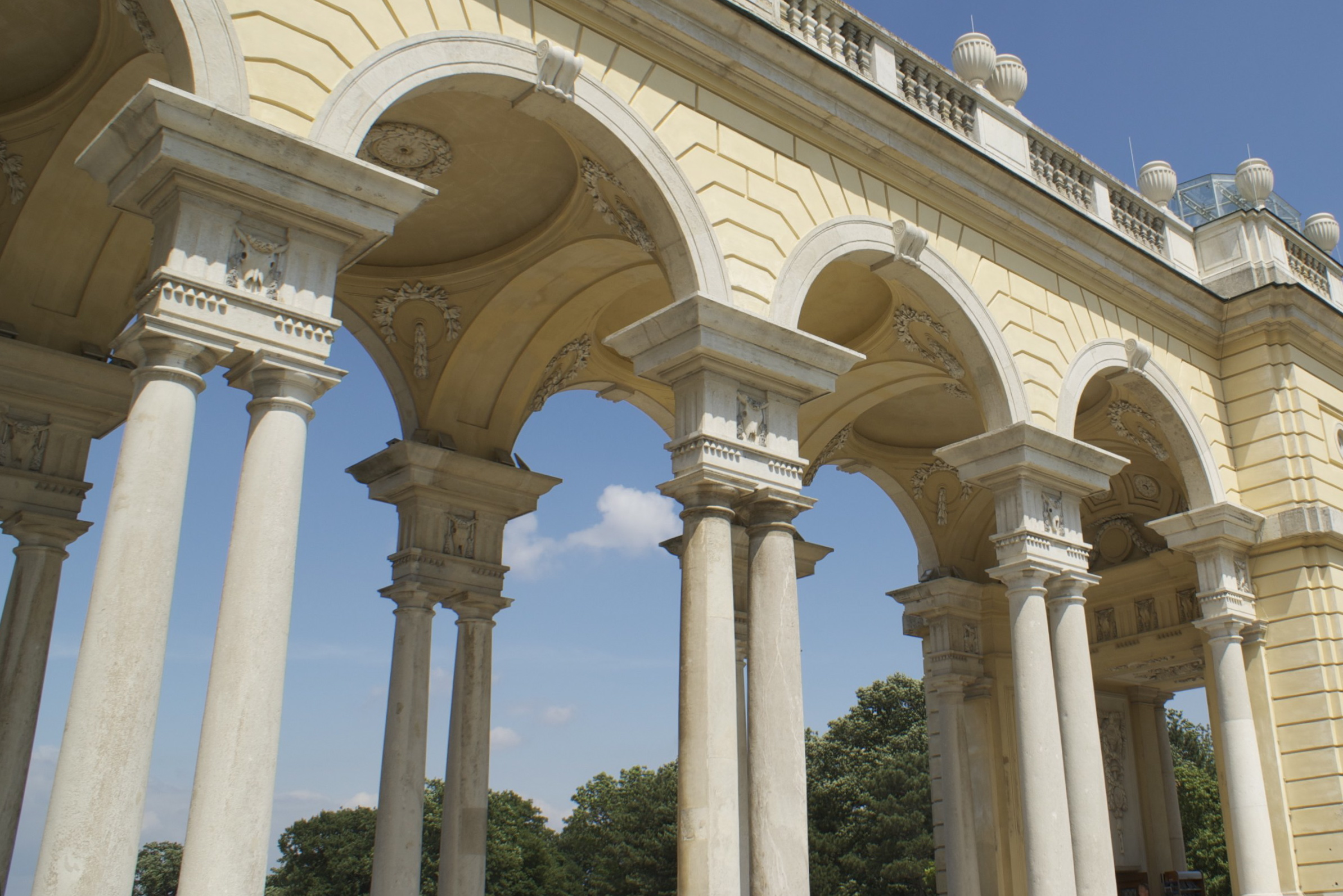
Doppelsäulen und Kapitel mit Bukranien vom Neugebäude, als Spolien bei der Schönbrunner Gloriette wiederverwendet

Bis zur Jahrtausendwende schien sich das Neugebäude allen Versuchen der Wiederbelebung entzogen zu haben. Im vollkommen abgeräumten und entstellten Schlossbau sind noch viele Tür- und Fenstergewände aus Kaiserstein in einem ausgezeichneten Erhaltungszustand. An einem Rundfenster ist das Steinmetzzeichen A zu sehen. In einem Wirtschaftshof ist ein Nutzbrunnen mit schöner Einfassung aus Kaiserstein erhalten. Der Stall für 50 Pferde ist im Inneren unverändert geblieben, weist auch noch den originalen Fußboden, einen ornamental verlegten Ziegelboden, auf. Zwölf toskanische, aus Kaiserstein ausgearbeitete Säulen mit hohen Sockeln tragen immer noch das drei Meter hohe Kreuzgratgewölbe.
Im Herbst 2001 erfolgte die Gründung des „Vereins zur Erhaltung und Revitalisierung des Schloss Neugebäude“. Dieser hat zwei grundlegende Zielsetzungen: Einerseits die Erhaltung und Revitalisierung der Gesamtanlage und andererseits die Erarbeitung von Vorschlägen für eine künftige Nutzung. Im März 2002 erfolgten die ersten Sicherungsmaßnahmen und die Rodung des Geländes. Im Mai 2002 wurden die nach 1945 errichteten Zubauten abgerissen. Bis Ende Juni 2002 wurde das Gelände für die Sommeraktivitäten vorbereitet. Im September 2002 begann die erste Phase der baulichen Bestandssicherung; knapp ein Jahr danach, im Juni 2003, erfolgte der Abschluss der ersten Sicherungsarbeiten. Bis zum Beginn des Jahres 2007 wurden die „Schönen Säle“ für Veranstaltungen renoviert und die technische Infrastruktur dafür eingebaut. Für die Planung und die Arbeiten war das Architekturbüro Manfred Wehdorn zuständig.
Mittlerweile wird das Schloss für eine Vielzahl unterschiedlicher Veranstaltungen (Sommerkino, Theater, Märkte, Ausstellungen, Konzerte, Partys, Hochzeiten und andere Events) genutzt. Das Schloss kann auch vollständig oder teilweise für eigene Veranstaltungen gemietet werden. Es werden auch regelmäßig kunsthistorische Rundgänge durch das Schloss angeboten.
Der Bereich um das Schloss (mit den Gärten und dem anschließenden Urnenhain) wird von der Stadt Wien als bauliche Schutzzone definiert.

### Restaurierung der Fassaden

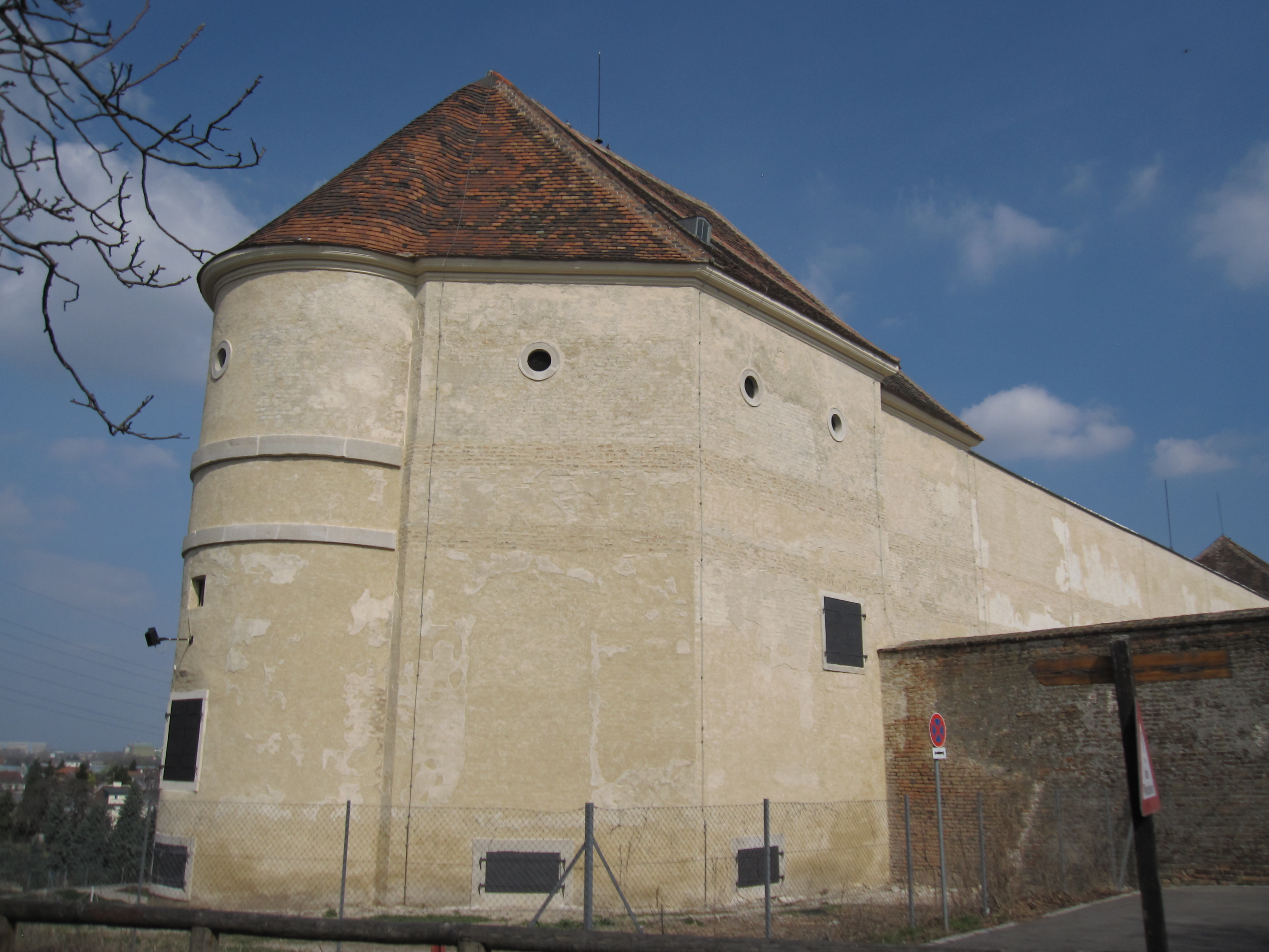
Restaurierte Fassade des Westturms

Das Restaurierziel war eine vorsichtige Freilegung der ursprünglichen und späteren Putz- und Färbelungsoberfläche des 16. bis 18. Jahrhunderts und die Konservierung und Restaurierung aller Putz- und Steinoberflächen nach den Richtlinien des Bundesdenkmalamtes. Weiters erfolgte eine Behebung der Zeitschäden an der Fassade, hauptsächlich infolge Verschmutzung, Erosion, Wasserschäden, mangelhafter Instandsetzungsarbeiten und Frostabsprengungen.
Die Steingewände der Fensterkonstruktionen mit Blechläden wurden bereits in einer vorangegangenen Bauphase instand gesetzt und waren nicht Gegenstand der erneuten Fassadenrestaurierung.
Die unterschiedlichen Putzbestände sollten klar als solche erkennbar bleiben. Putzbestände des 16. bis 18. Jahrhunderts wurden konserviert, die Oberflächen durch adäquate Putzplomben geschlossen. Der Bestand blieb als solches sichtbar und sollte durch keinen homogenisierenden Anstrich überdeckt werden. Putzplomben des 19. und 20. Jahrhunderts wurden dabei vorsichtig abgenommen.
Als Vorgabe dienten die bereits durchgeführten Probeabschnitte und Berichte der Musterarbeiten für Außenputzrestaurierungen des Restaurators. Alle Maßnahmen und Mittel wurden derart gewählt, dass sie die späteren Erhaltungsmaßnahmen in keiner Weise zum Nachteil des Originalbestandes behinderten. Der Ausführungszeitraum für die Westturm-, Süd- und Ostfassade erstreckte sich bis Mitte 2010. Die Baukosten betrugen ungefähr 600.000 EUR.

## Schloss

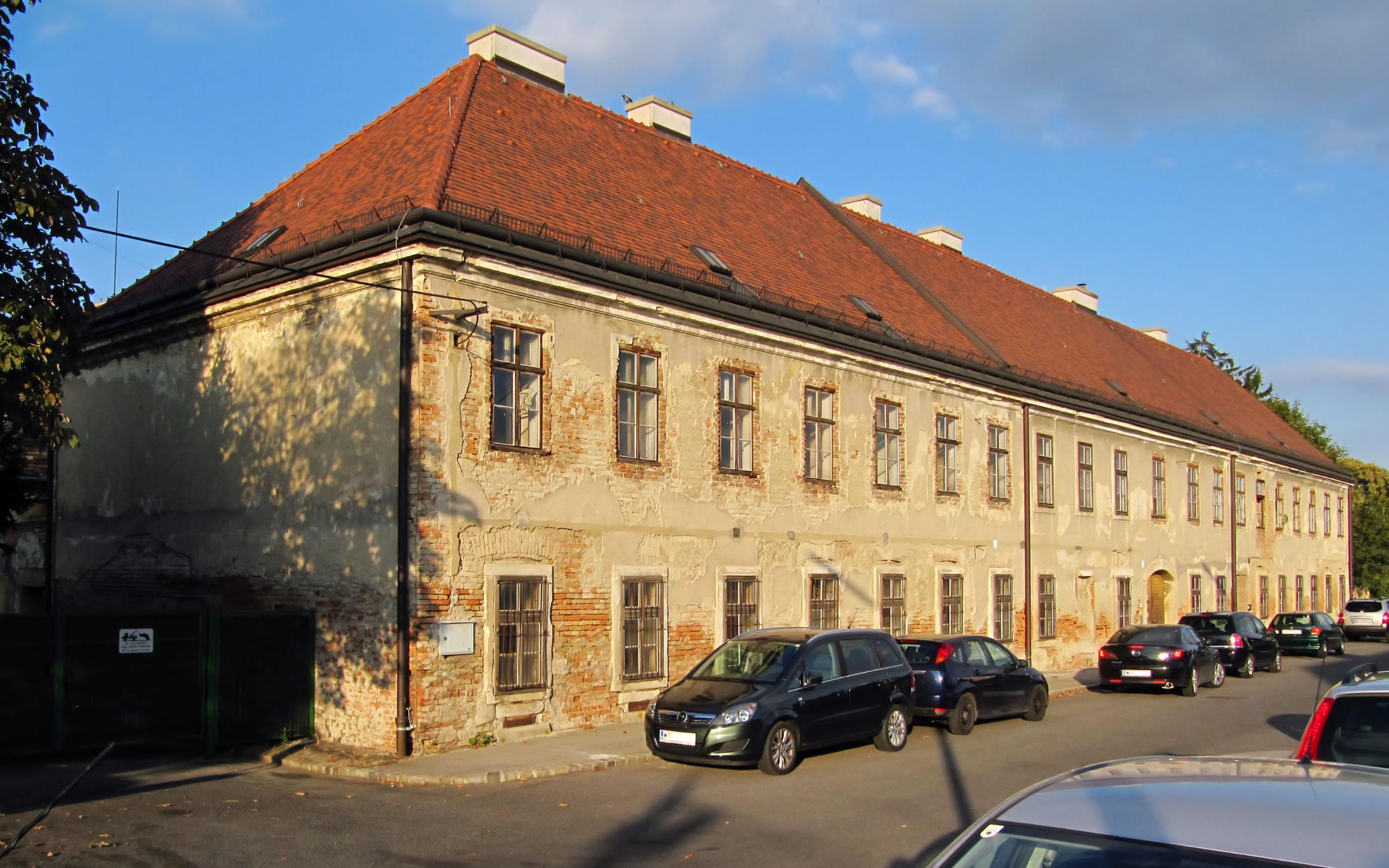
Das Meiereigebäude

Das „Neugebäude“ – aus kunsthistorischer Sicht als Anlage des Manierismus, also der Übergangszeit von der Renaissance zum Barock, zu bezeichnen – besteht im Wesentlichen aus sechs Bereichen:
- Dem zentralen Hauptgebäude mit Nordterrassen, Haupthof und dem U-förmigen Ehrenhofgebäude.
- Den Bauteilen um den sogenannten Löwenhof, bestehend aus Ballspielhaus, Zwingergang, Stall- und Nebengebäude samt den begleitenden Mauerzügen.
- Dem oberen, südlichen Garten, dessen Mauerzüge und Türme den Fasangarten und das so genannte Blumenparterre umschließen.
- Dem unteren, nördlichen Garten mit den heute nicht mehr bestehenden Mauern und dem vorgelagerten Weiher.
- Das historische Meiereigebäude, heute außerhalb des unmittelbaren Areals an der Neugebäudestraße gelegen.
- Der umgebende Freiraum, das heißt die einstige Aulandschaft, die heute zwar weitestgehend verschwunden ist, aber doch einen integrierenden Bestandteil im Sinne der Authentizität des Gesamtkunstwerkes „Neugebäude“ darstellt.

Die geringe Breite des Hauptgebäudes lässt eine Nutzung als Wohngebäude nicht zu. Größere Küchenräume für die dauerhafte Anwesenheit eines kaiserlichen Hofes wurden ebenfalls nicht gefunden. Die Lage an einem Hang mit Blick auf die Landschaft und damals den Donauauen spricht ebenfalls für die Rolle des Schlosses als Aussichtspunkt, oder Belvedere, für Jagdausflüge, festliche Empfänge und repräsentative Funktionen.

### Galerie

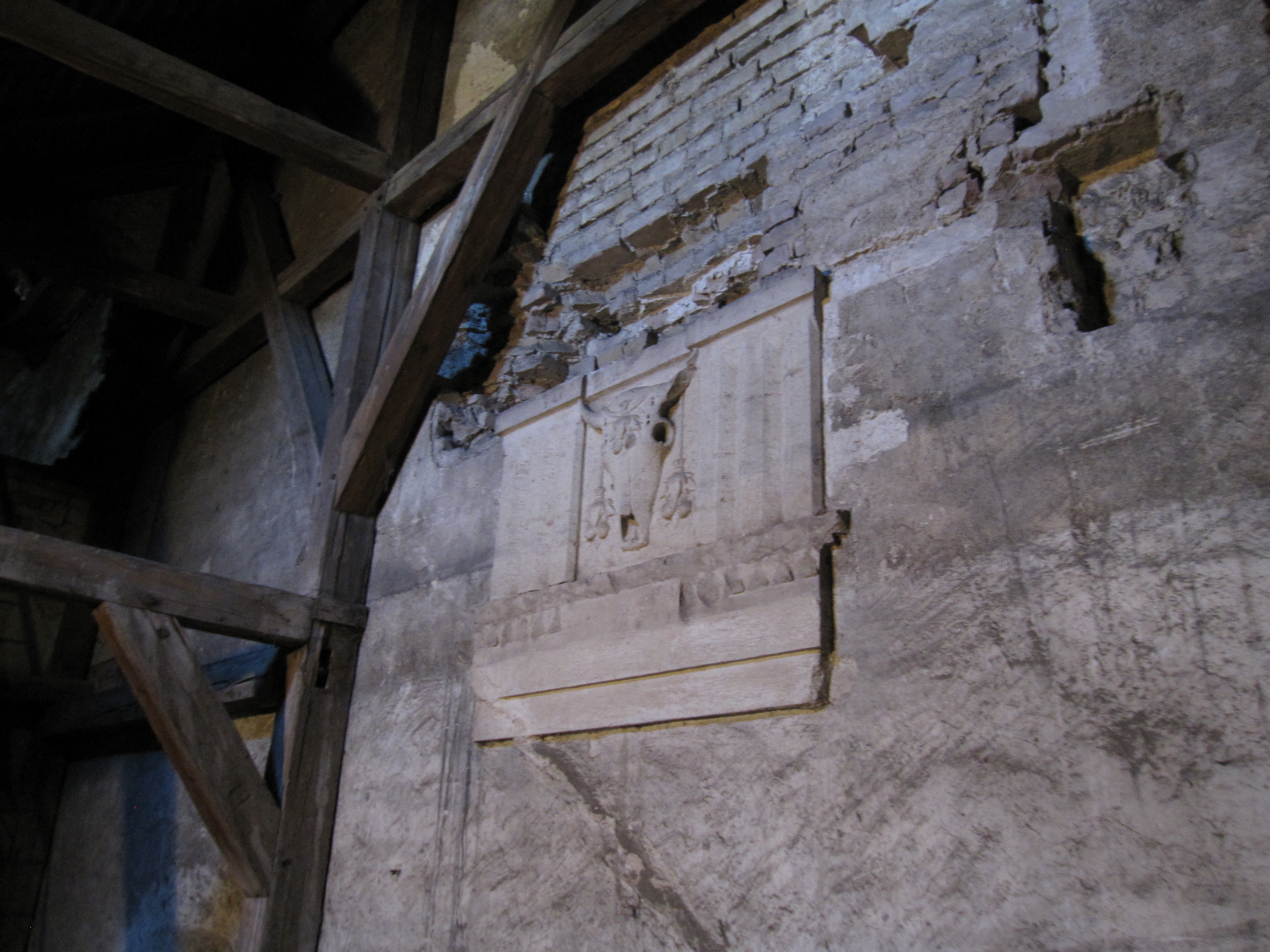
Bukranion an der ehemaligen Säulenloggia

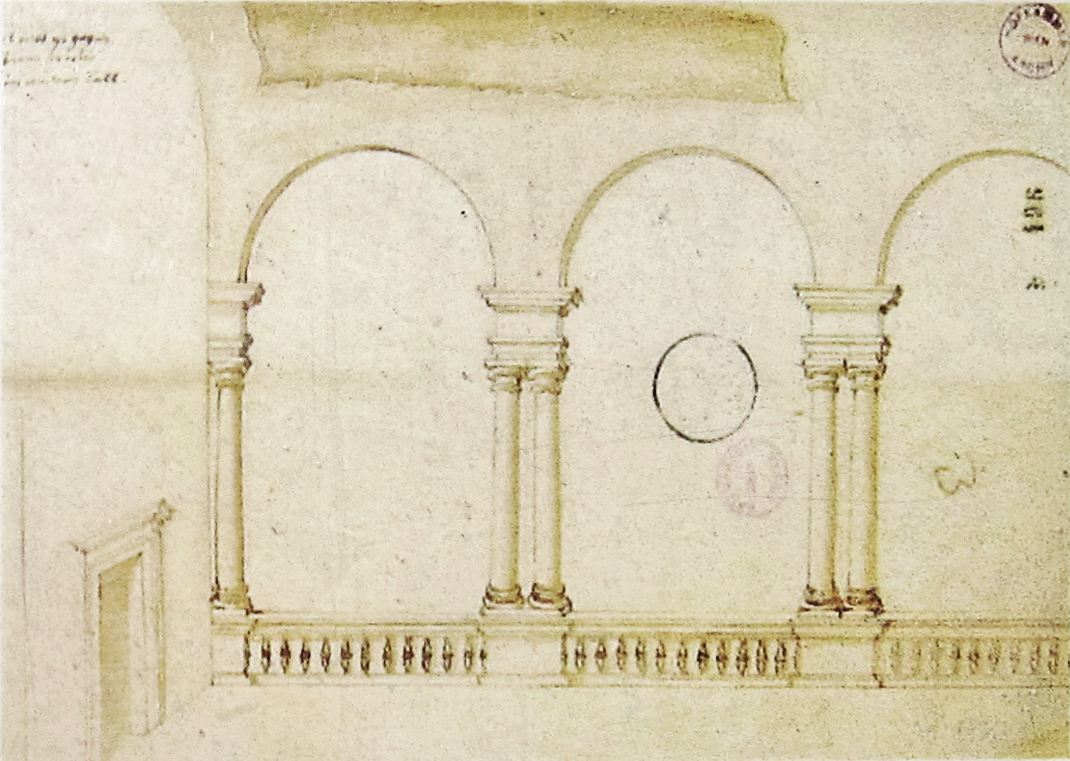
Bauaufnahme der Schäden am Gewölbe der Galerie, Zeichnung von Anton de Moys (1600/1601)

Jeweils westlich und östlich vom Mittelrisalit befinden sich im ersten Stockwerk die großen Galerien. Die westliche und östliche Galerie bestanden an der Nordseite aus einer offenen Säulenloggia mit je neun Rundbögen, die auf acht toskanischen Säulenpaaren mit hohen Sockeln ruhten. Dazwischen verlief eine Balustradenbegrenzung. Die Loggien konnten durch je zwei Türen vom Mittelrisalit erreicht werden. An der Wand hinter den Rundbögen befanden sich Bukranien, an der Südseite rundbogige Fensteröffnungen. Die Loggien verfielen im Laufe der Zeit. Der Architekt Anton de Moys fertigte kolorierte Federzeichnungen, die den Zustand der teilweise eingestürzten Decke zeigen.
Die Säulenloggien wurde im Jahre 1775 abgetragen und die Nordseite mit der Rundbogenarkade durch ein weit herabreichendes Pultdach ersetzt. Die Säulen wurden nach Schönbrunn gebracht und 1776 für die neuerbaute Gloriette wiederverwendet. Die Bukranien wurden ebenfalls verwendet, jedoch befindet sich eines heute nach wie vor an Ort und Stelle. Auch die vermauerten Türen unter dem Pultdach sind zum Teil erkennbar.

### Spaziersaal
Am westlichen Ende der Galerie befindet sich ein großer rechteckiger Saal von enormer Höhe mit abgeschrägten Ecken, Tonnengewölben und tiefen Mauernischen. Eine Treppe an der Südseite führt an die zweischalige Wölbezone, von wo aus ehemals ein Gang und eine Treppe zu einem um das gesamte Hauptgebäude laufenden Dachspaziergang führten. Es wird vermutet, dass sich an der Decke ursprünglich ein Fresko von Bartolomäus Spanger befand. Davon ist eine Federzeichnung als Vorstudie in der Wiener Albertina erhalten.

### Grotte

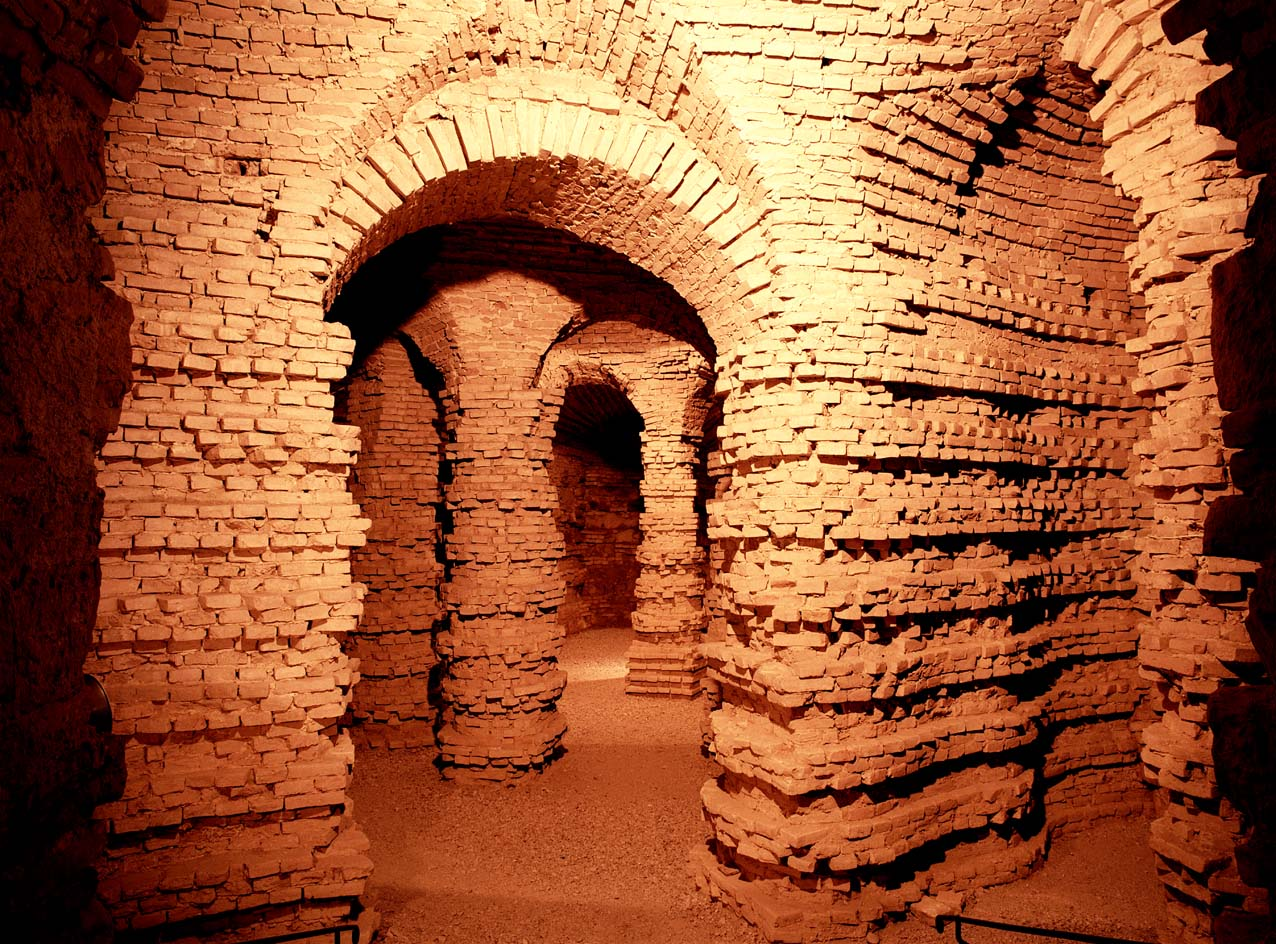
Die Grotte

Direkt unter dem Spaziersaal befindet sich die Grotte. Dieser Raum besteht aus einer zentralen, annähernd kreisförmig angeordneten Pfeilerstellung, tiefen Mauernischen und absichtlich unregelmäßiger Mauerung. Sie ist die älteste erhaltene Grotte im deutschen Sprachraum. Grotten kommen in der Renaissance in Italien auf. Sie standen am Anfang immer im Zusammenhang mit Gärten und mit Wasserspielen. Als Vorbilder für die Grotte im Neugebäude könnten die Grotten in den Boboli-Gärten in Florenz um 1150 oder das Antiquarium in der Münchner Residenz mit seinem Grottenhof um 1570 gedient haben.

### „Schöne Säle“

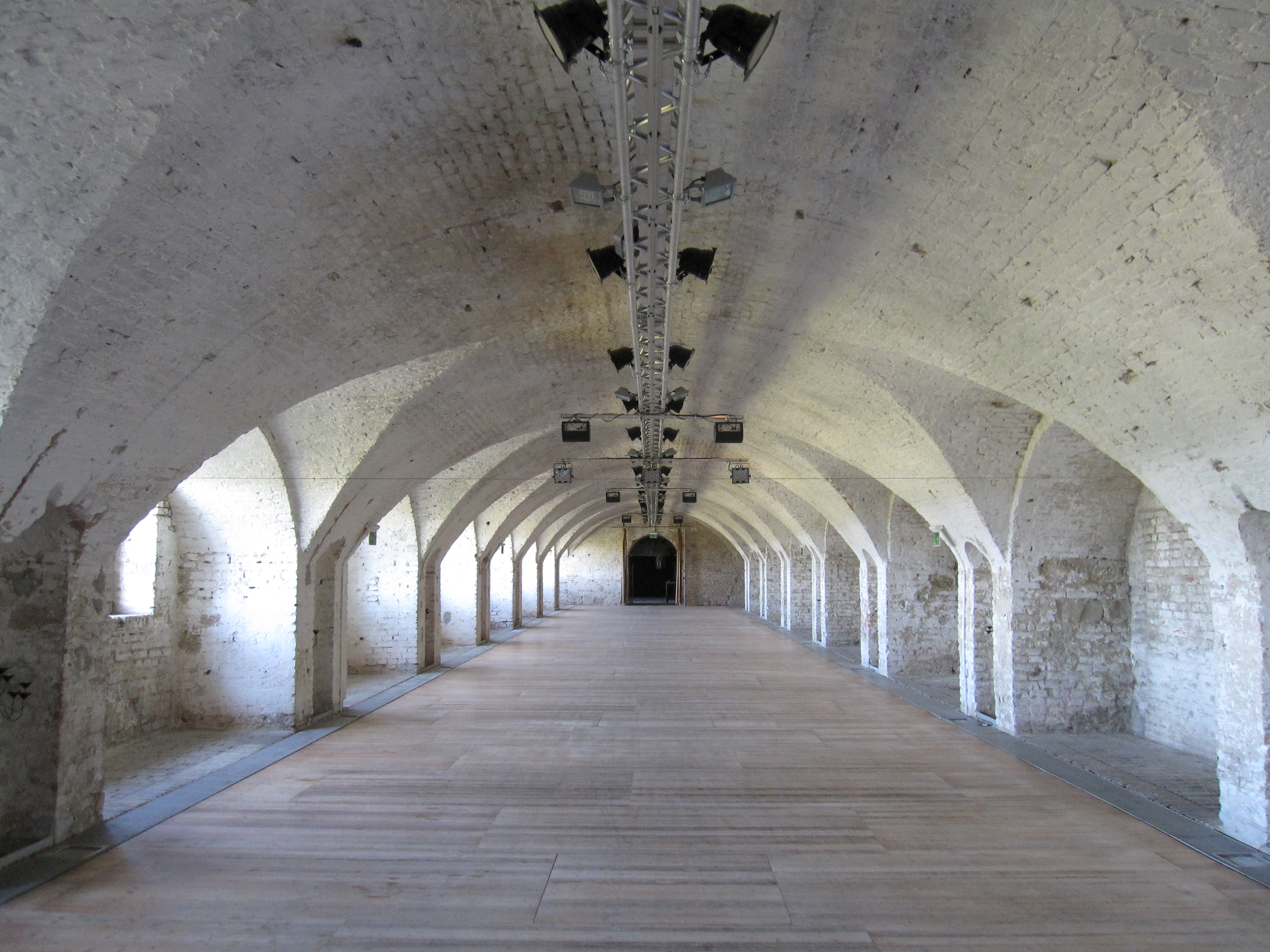
Der östliche „Schöne Saal“

Die sogenannten „Schönen Säle“ hießen ursprünglich wahrscheinlich anders, erhielten aber im Laufe der Zeit den jetzigen Namen. Sie befinden sich jeweils westlich und östlich vom Mittelrisalit unter den Galerien, den ehemaligen Säulenloggien. Die beiden Säle sind langgestreckt mit gedrücktem Stichkappengewölbe auf wuchtigen Wandpfeilern. Die Rundbogennischen sollten wahrscheinlich mit Statuen geschmückt und die Decken bemalt und verziert werden. Die ursprüngliche Funktion der beiden Säle ist nicht bekannt, doch ihre Größe lässt vermuten, dass sie für Feste gedacht waren. Das Antiquarium in der Münchner Residenz aus dem Jahre 1570 gibt einen Eindruck, wie die Säle im vollendeten Zustand vermutlich ausgesehen hätten.

### Eiskeller
Am Ende der östlichen Galerie befindet sich ein Raum, der in der älteren Literatur als Eiskeller oder Vorratsraum bezeichnet wird. Der tatsächliche Verwendungszweck ist unbekannt. Der Raum läuft gen Osten schräg zu, der gegen einen kleinen kreisrunden Turmerker geöffnet ist. Die ursprüngliche Bodenhöhe war um ungefähr 1,5 Meter tiefer als heute. Vermutlich führte einst aus der Nische in der Nordmauer ein Verbindungsgang hinunter in den Löwenhof.

## Löwenhof

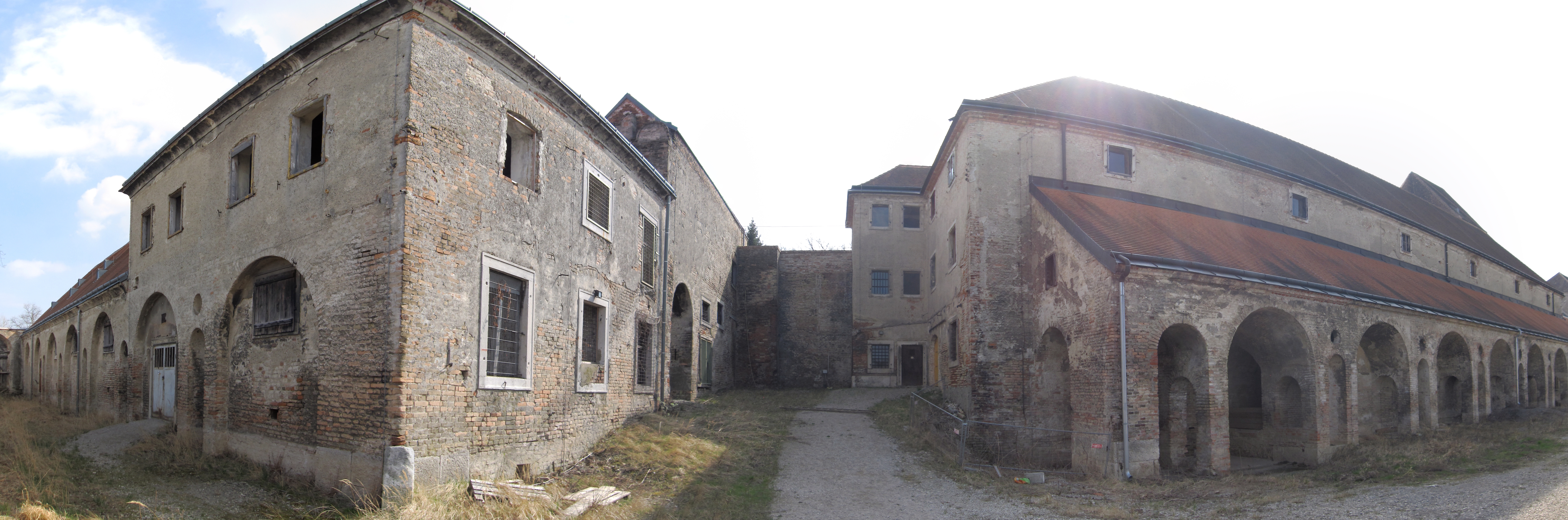
Der „Löwenhof“ des Schlosses (mittig), Pferdestall (links), Fischkalter (vorne rechts) und Ballspielhaus (hinten rechts)

Der Löwenhof befindet sich auf der Nordseite des Hauptgebäudes und war vermutlich damals mit einem Verbindungsgang vom Eiskeller erreichbar. Die ursprünglich offene Hoffläche besteht aus verschiedenen Mauerzügen, die zunächst nur Freiflächen eingrenzten und erst später in Bauten einbezogen wurden. Dieser Prozess war ähnlich beim Ballspielhaus und dem Pferdestall.
Die Bezeichnung „Löwenhof“ tauchte erst im Laufe des 17. Jahrhunderts auf, als dort nachweislich Raubkatzen gehalten wurden, woher vermutlich auch die Sage der Löwenbraut stammt.
Im gesamten Löwenhof findet sich das sogenannte „Neugebäude-Leitmotiv“ wieder, eine alternierende Abfolge von breiteren und schmäleren Rundbögen, die sich außen am Pferdestall, am Zwingergang, sowie an der Innenseite der Hofmauer wiederfindet. Vorbild dafür könnte die Abfolge bei antiken römischen Triumphbögen sein, wie beim Konstantinsbogen aus dem 4. Jahrhundert in Rom.

## Pferdestall

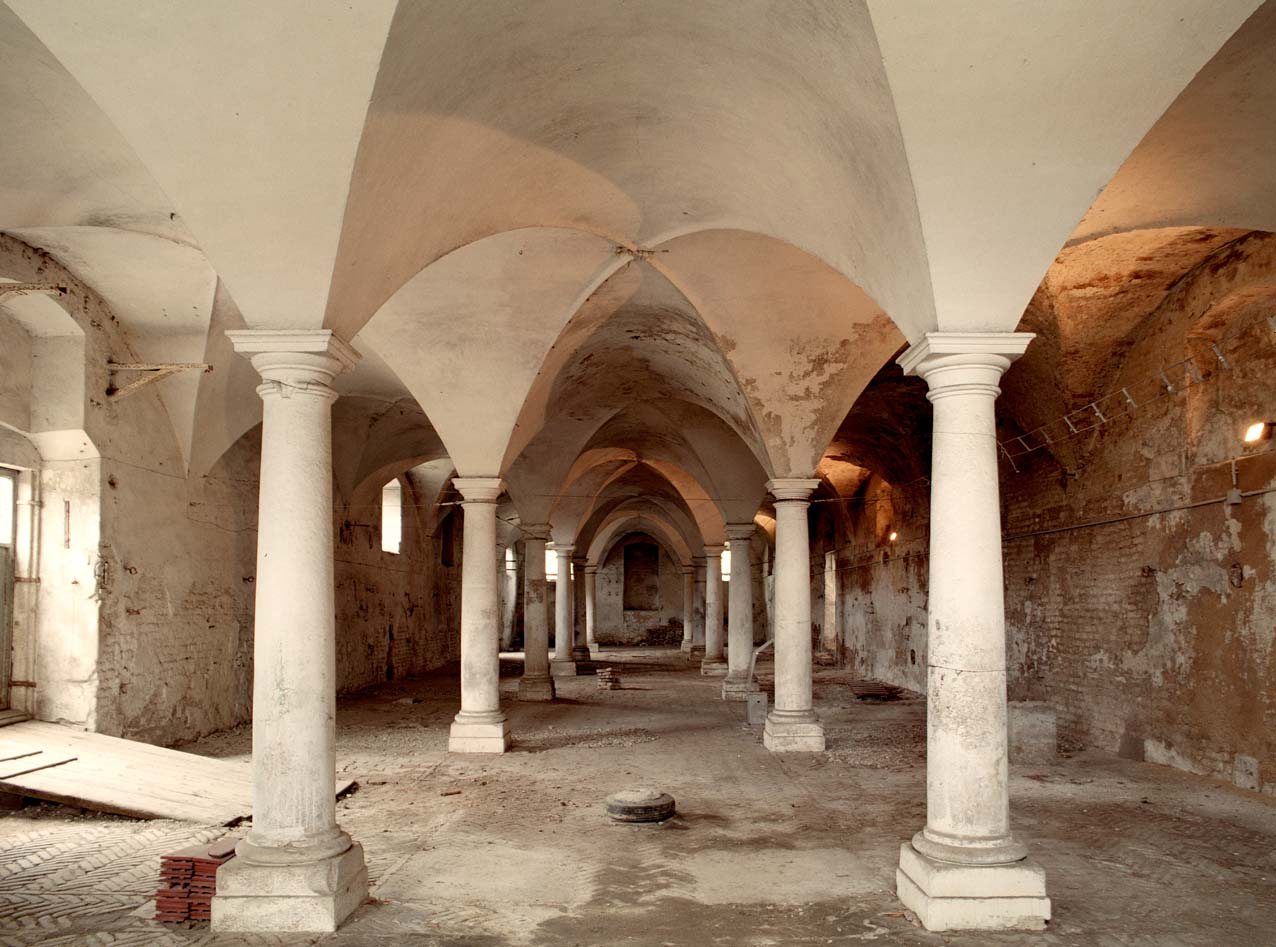
Innenansicht des Pferdestalls (2005)

Der Pferdestall befindet sich östlich vom Löwenhof. Es ist ein rechteckiger Bau, welcher außen eine Blendarkadengliederung vorweist und innen aus einer dreischiffigen Halle mit Kreuzgratgewölbe und toskanischen Säulen besteht. Die Säulen wurden womöglich erst nachträglich um die Mitte des 17. Jahrhunderts eingebaut. Ursprünglich befanden sich an der Südwand große, weit herabreichende Fenster, die auf eine Nutzung des Raumes als Orangerie zurückgehen könnte. Es könnte sich also um ein frühes Beispiel eines Gewächshauses handeln. Auf der anderen Seite weist die elegante Gestaltung des Pferdestalls auf die Prunkställe des Barocks voraus, welches sich zum Beispiel im Unteren Belvedere bei Wien befand.

## Ballspielhaus

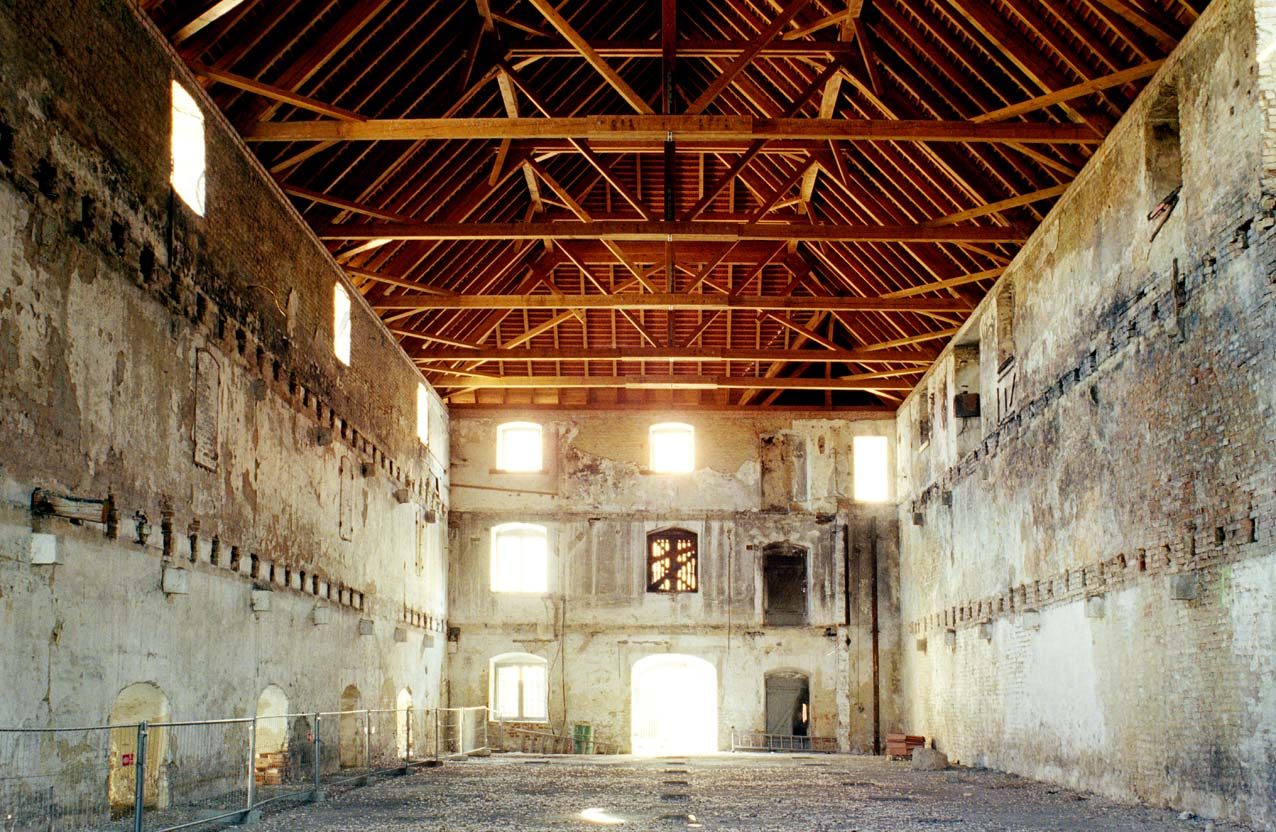
Innenansicht des Ballspielhauses (2005)

Östlich vom Löwenhof befindet sich das große Ballspielhaus. Hier wurde das Ballspiel, eine frühe Form des Tennis, gespielt. Zwei Stockwerke wurden während der Umwandlung der Schlossanlage für militärische Zwecke eingezogen. Beim Brand des Ballspielhauses im Jahre 1993 wurden diese Stockwerke beschädigt und anschließend entfernt sowie das Dach wieder hergestellt.

## Fischkalter
Der Fischkalter bestand ehemals aus fünf, zwischen dem Zwingergang vorgelagerten Fischbecken für die Aufbewahrung von Speisefischen vor dem Verzehr, und wurde später zur Haltung von wilden Tieren verwendet. Die Becken fassten je zwei Arkaden des Zwingergangs zusammen, dazwischen verliefen die Kanäle der Frischwasserversorgung. Die Ähnlichkeit mit der peschiera der Villa Madama in Rom, welches 1516 begonnen wurde, ist besonders deutlich. Der Aufbau dort besteht ebenfalls aus einer in Rundbogen aufgelösten Futtermauer mit davor liegendem Wasserbecken.

## Garten

### Oberer Garten
Der südliche Garten war in vier Parzellen eingeteilt, die von vier Galerien mit sechseckigen Ecktürmen umgeben waren. Entstanden ist die Anlage zur Zeit der Türkenbelagerung Wiens und weist Elemente der islamischen Kunst auf. Quellen zufolge war die Gartenanlage eine Märchenlandschaft mit einem Labyrinth im Zentrum. Es gab zahlreiche Brunnen und Teiche, Grotten und Pergolen. Mit der Errichtung der Feuerhalle Simmering durch die Stadt Wien und der Nutzung des ehemaligen Gartens als Urnenhain, wird sich die Wiederherstellung des Gartens in seinem ursprünglichen Aussehen und Funktion als schwierig erweisen.

### Unterer Garten

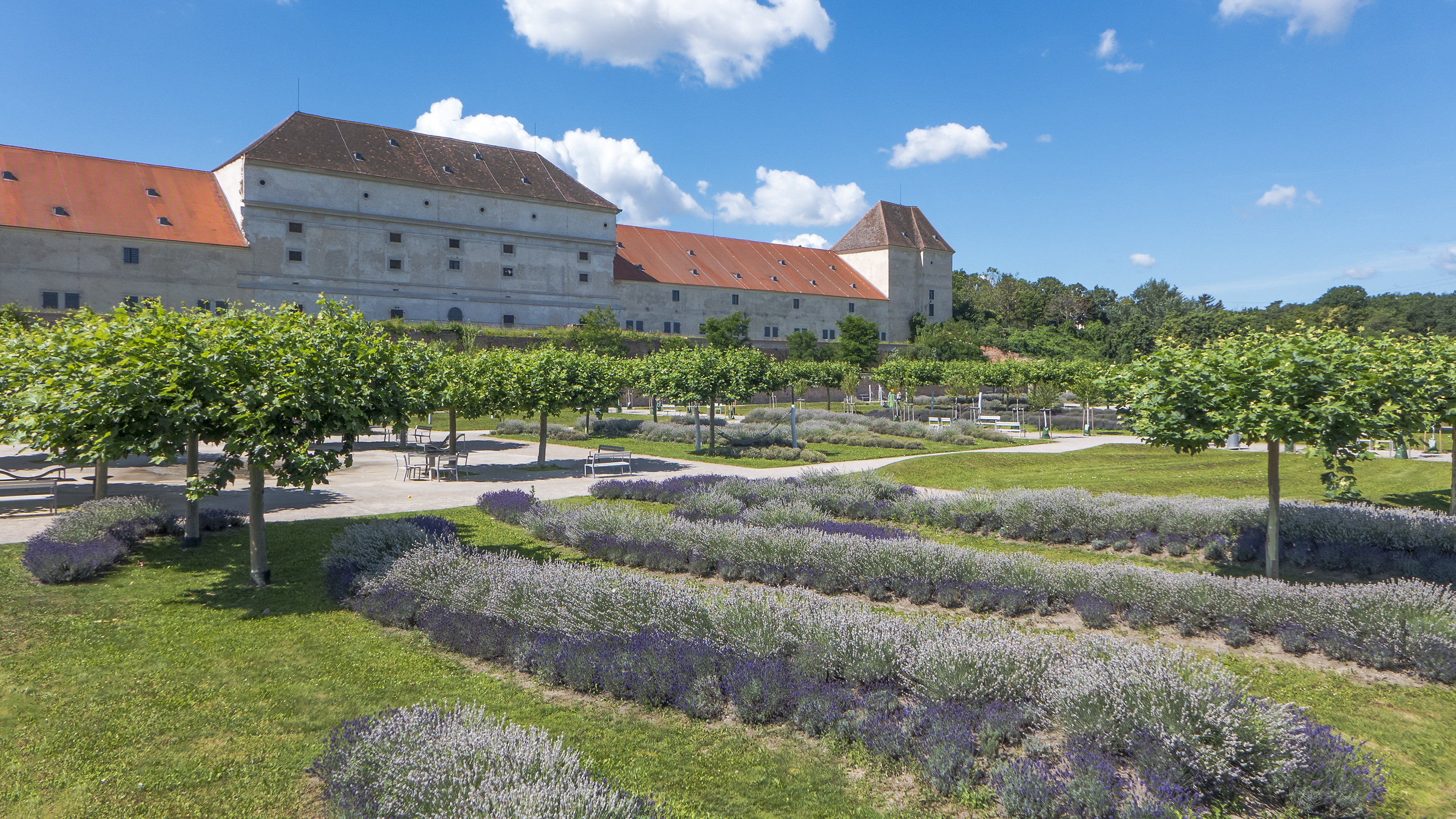
Der untere Garten, im Jahr 2010 neu gestaltet

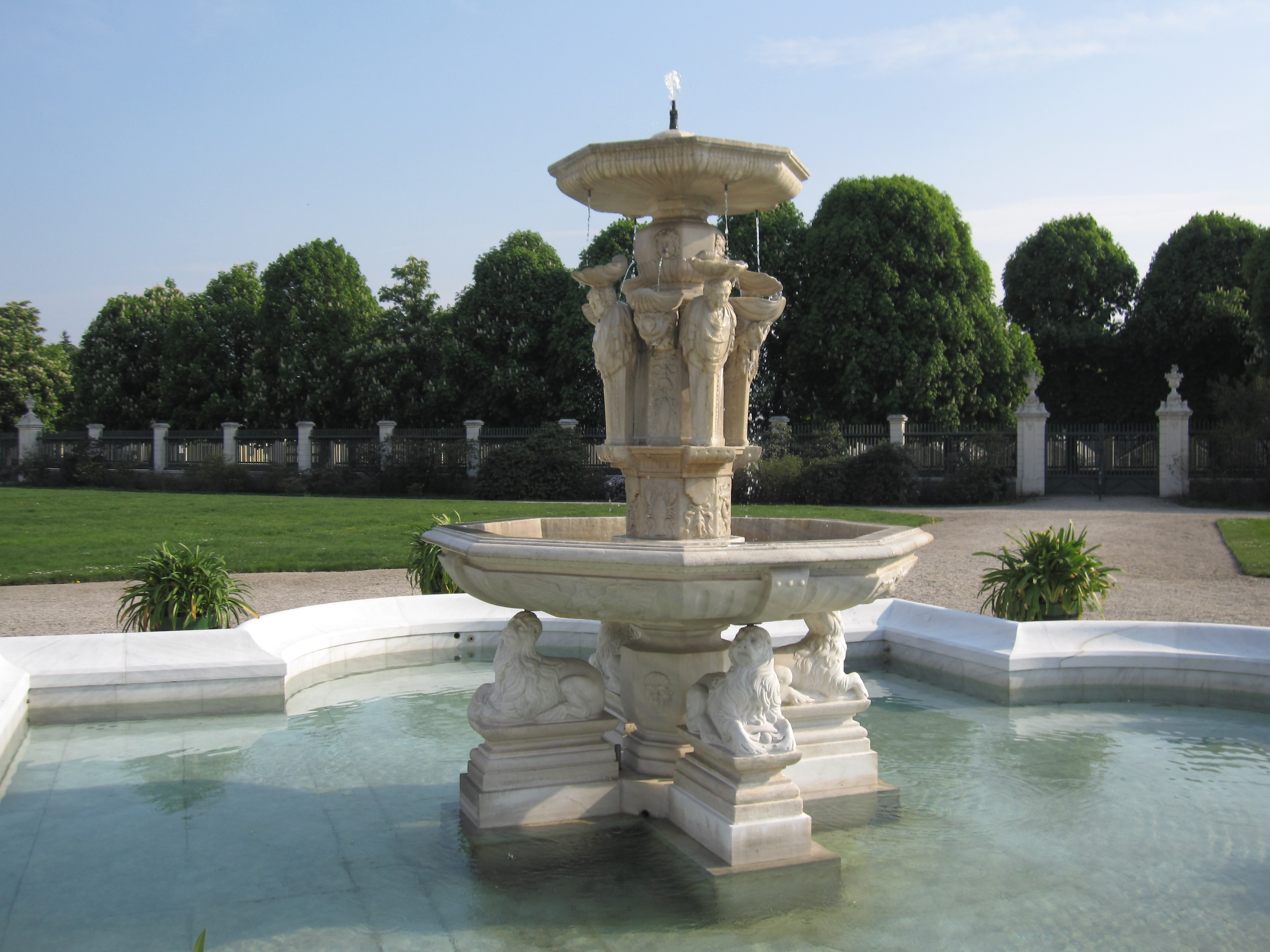
Einer der Brunnen von Alexander Colin, heute in der Orangerie von Schönbrunn

Der nördlich gelegene untere Garten ist 12.500 m² groß und durch Wege in 18 quadratische Gartenfelder unterteilt, die eine Größe von 21 m × 21 m haben. Die zwei mittleren Felder hatten damals in der Mitte zwei Springbrunnen von Alexander Colin. Die Gartenfelder waren mit für die Renaissance typischen, geometrischen Muster angelegt. Die Rasenornamentik in den Feldern war in rechteckige, quadratische, kreisförmige und Kreuz-Muster unterteilt. Der Garten war vom Schlossgebäude durch die unterste Terrasse, beziehungsweise von außen durch Gartentore zugänglich. Nördlich vom Garten befand sich der Weiher. Um die Anlage herum lief eine Mauer zum Schutz und Abgrenzung. Die Achsen des Gartens waren vermutlich mit Bäumen bepflanzt.
1573–1579 weilte der bedeutende Botaniker Carolus Clusius in Wien und wurde des Kaisers „Gartendirektor“. Er soll die Tulpe und die Rosskastanie über Konstantinopel nach Wien geholt haben sowie den aus Persien stammenden Flieder. Der Garten des Schlosses Neugebäude war vermutlich einer der ersten in Europa, der diese Blumen vorweisen konnte.
Der Garten verwilderte im Laufe der Zeit. Bereits um 1715 verschwanden wahrscheinlich die Springbrunnen. Augenzeugen berichteten, dass der Garten keine weiteren Besonderheiten mehr aufgewiesen hätte, er verschwand und wurde zu einer Wiese. Archäologische Untersuchungen in den 1980er Jahren konnten den Verlauf des Gartens zum Teil wieder entdecken. Dabei fand man auch den ursprünglichen Standort der zwei Brunnen mit der Entdeckung der Fundamente und der Wasserkanäle aus Ziegelsteinen.
Obwohl historische Stiche die ursprüngliche Form des Gartens zeigen, wurde bei der Restaurierung im Jahre 2010 laut Stadträtin Ulli Sima der historische Schlossgarten nicht im Original wiederhergestellt, sondern ein öffentlicher Park für die allgemeine Bevölkerung errichtet. Dabei wurde vom städtischen Gartenbauamt versucht, den Garten nach historischem Vorbild modern und zeitgemäß zu gestalten.
2010 wurde der vollkommen überwachsene Garten neu errichtet. Dabei wurde für die Neugestaltung die ursprüngliche rasterförmige Wegestruktur rekonstruiert. Die Gartenfelder und Wege wurde in ihren ursprünglichen Größen wiederhergestellt, jedoch in moderner Form ausgestaltet. Der Rasen in den Feldern ist in Wellenform angelegt, die für den Besucher betretbar sind. Von der Vogelperspektive betrachtet soll das Muster wie die Streifen von einem Tigerfell aussehen, was eine Anspielung auf die ursprüngliche Funktion des Schlosses als Menagerie sein könnte. Die Felder wurden mit Blumen bepflanzt. Zu den ersten Blumen wurde die Tulpe gesetzt, da sie damals im 16. Jahrhundert angeblich von Carolus Clusius erstmals auf europäischem Boden ausgesetzt worden sein soll. Zwei weitere Felder wurden als Spielplatz für Kinder vorgesehen und sind mit Wackeltieren, Spielseilen, Rutschen und Spielgeräten ausgestattet. Die zwei mittleren Felder hatten damals zwei Springbrunnen. Bei der modernen Version wurden auch hier Wasserspiele mit jeweils acht Düsen installiert, die sich genau an der gleichen Stelle der historischen Brunnen befinden. Die achteckige Form ist in Erinnerung an das historische Vorbild. Die mittlere Achse ist doppelt so breit wie die Seitenachsen und wurde mit Fliederhochstämmen zweireihig bepflanzt. Zusätzlich wurden 70 Schirmplatanen sowie am Rande des Gartens am Verlauf der ehemaligen Mauer eine 300 Meter lange Hainbuchhecke zur Abgrenzung und zum Schutz der Mauerfundamente gepflanzt. Da der Garten hundefrei ist, wurde im östlich angrenzenden, trapezförmigen Bereich des ehemaligen Tiergeheges eine Hundeauslaufplatz von rund 3.000 m² errichtet. Die Gesamtkosten für die Errichtung betrugen 990.000 EUR.
Die Grundstücke des damaligen Weihers nördlich des Gartens befinden sich heute in Privatbesitz, unter anderem steht dort eine Baumschule. Es ist nicht absehbar, ob und wann dieser Teil wieder rekonstruiert wird.

## Kulturelles und Mediales

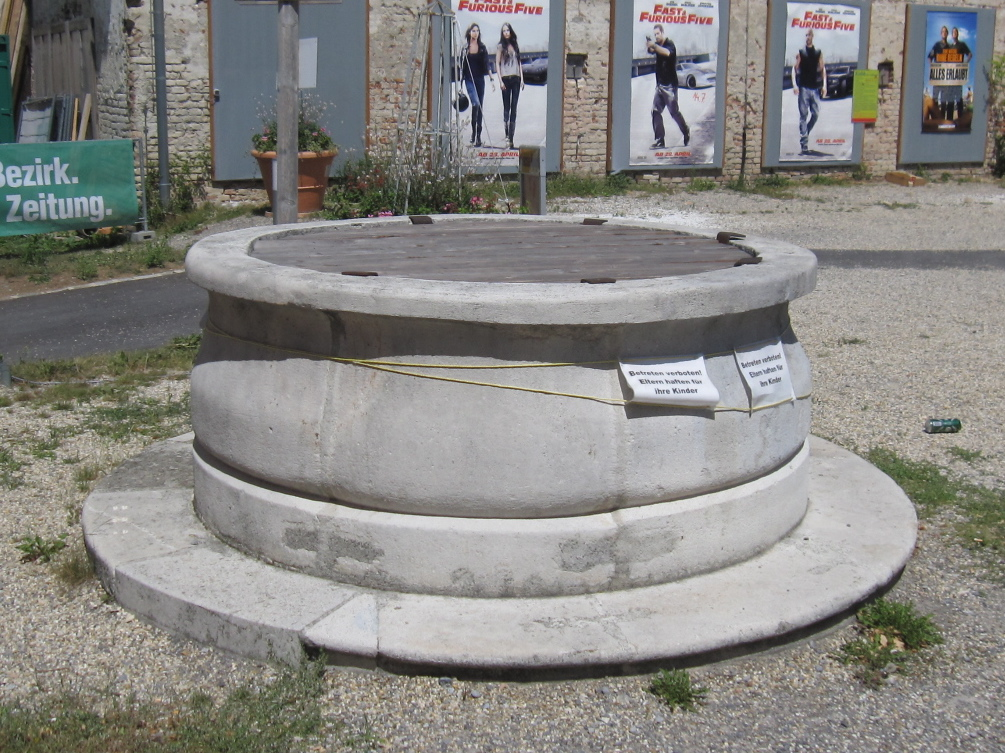
Brunnen aus Kaiserstein im Vorderhof, errichtet um 1570

Die Sage der Löwenbraut über die Tochter des Wärters der Menagerie und ihrer Freundschaft mit dem dortigen Löwen soll im Schloss stattgefunden haben.
Die sogenannten „schönen Säle“ des Schlossgebäudes wurden mit moderner Technik ausgestattet und werden für Veranstaltungen vermietet. Veranstaltungen sind unter anderem ein Ostermarkt, ein Sommer-Open-Air-Kino und ein historisches Fest.
In dem 2007 erschienenen historischen Roman Veritas des italienischen Schriftstellerehepaars Monaldi & Sorti spielt Schloss Neugebäude eine zentrale Rolle.